# Darina Hadil Rezik
Darina Hadil Rezik (née le 27 juin 2003), est une athlète algérienne, spécialiste du saut en hauteur. 

## Carrière
Darina Hadil Rezik remporte la médaille d'or du concours de saut en hauteur aux Jeux panarabes de 2023 à Oran. Elle est médaillée de bronze dans cette épreuve aux Jeux africains de 2023 à Accra, avec un saut à 1,78 m.

## Palmarès
| Date | Compétition    | Lieu  | Résultat | Épreuve         | Temps  |
| ---- | -------------- | ----- | -------- | --------------- | ------ |
| 2023 | Jeux panarabes | Oran  | 1re      | Saut en hauteur | 1,77 m |
| 2024 | Jeux africains | Accra | 3e       | Saut en hauteur | 1,78 m |

| Date | Compétition            | Lieu  | Résultat | Épreuve         | Temps  |
| ---- | ---------------------- | ----- | -------- | --------------- | ------ |
| 2023 | Championnats d'Algérie | Alger | 1re      | Saut en hauteur | 1,81 m |

## Records
| Épreuve         | Temps  | Lieu  | Date            |
| --------------- | ------ | ----- | --------------- |
| Saut en hauteur | 1,81 m | Alger | 25 juillet 2023 |